# Kościół św. Józefa w Krzeszowie
Kościół św. Józefa – rzymskokatolicki kościół pomocniczy parafii Wniebowzięcia Najświętszej Maryi Panny mieszczący się w Krzeszowie w diecezji legnickiej.

## Historia

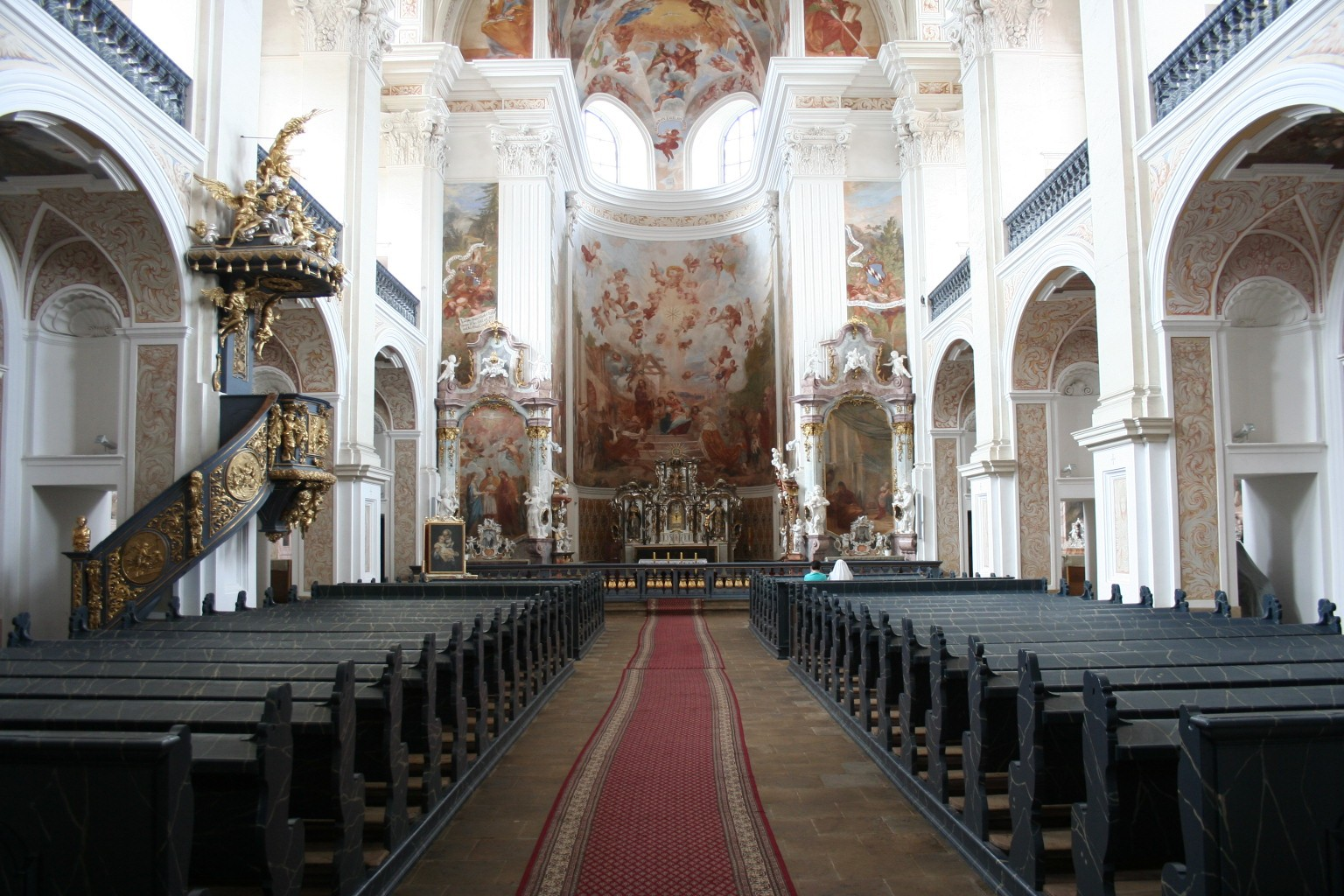
Nawa główna z prezbiterium

Kościół pomocniczy pw. św. Józefa Oblubieńca, kościół bracki, powstał w latach 1690 - 1696, przy udziale budowniczych M. Urbana z Lubawki i M. Kleina z Nysy. Jest to wczesnobarokowa budowla jednonawowa, z rzędami płytkich kaplic przylegających do nawy od strony wschodniej i zachodniej i z emporami ponad nimi, głęboki chór zakonny zakończony absydą od północy, fasada ze spływami wolutowymi w szczycie i kamiennymi rzeźbami w niszach. Zdobiące południową fasadę wieże runęły wkrótce po poświęceniu kościoła i nigdy nie zostały odbudowane. Wnętrze kościoła nakryte sklepieniem kolebkowym z lunetami i w całości pokryte, wraz z chórem i kaplicami bocznymi freskową dekoracją malarską autorstwa M. Willmanna. Jest to unikalna kolekcja tego rodzaju malowideł (największy zbiór fresków na północ od Alp w Europie), ich powstanie trwało kilka lat intensywnej pracy. Nawiązują tematycznie do dziejów Świętej Rodziny, przedstawiają przodków i krewnych Jezusa, Marii i Józefa. W kaplicach bocznych, po lewej "radość", po prawej "smutki" Józefa. Tłem scen biblijnych jest oryginalny krajobraz śląski, w scenie "Gospoda w Betlejem" postać właściciela jest autoportretem M. Willmanna. W prezbiterium "Pokłon Trzech Króli".. Uzupełnieniem malarstwa stanowi rzeźba ołtarza głównego i wspaniałe tabernakulum Jerzego Schrëttera z 1678 roku. Ambona i organy pochodzą z ok. 1700 roku i są dziełem stwórcy słynnych stalli z Henrykowa.
19 marca 2021 roku biskup Legnicki Zbigniew Kiernikowski oficjalnie ogłosił kościół bracki św. Józefa diecezjalnym sanktuarium.

## Galeria

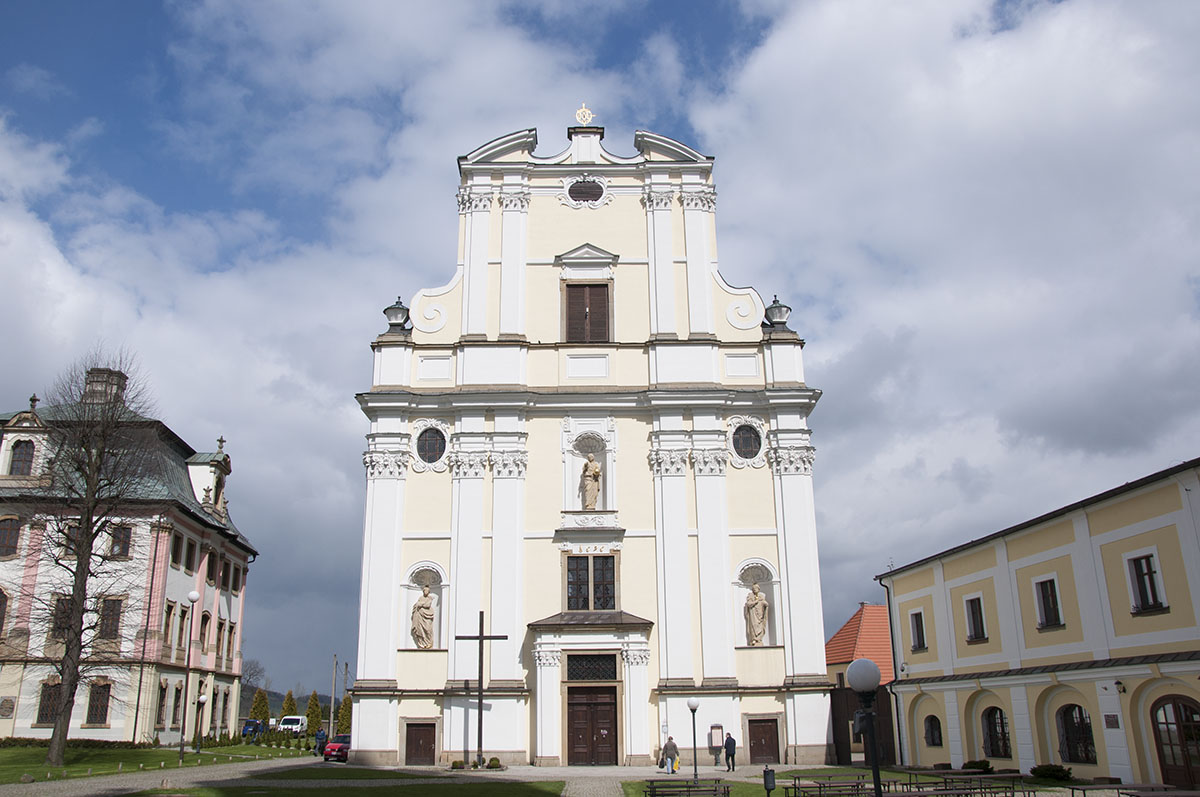
Kościół św. Józefa - Fasada
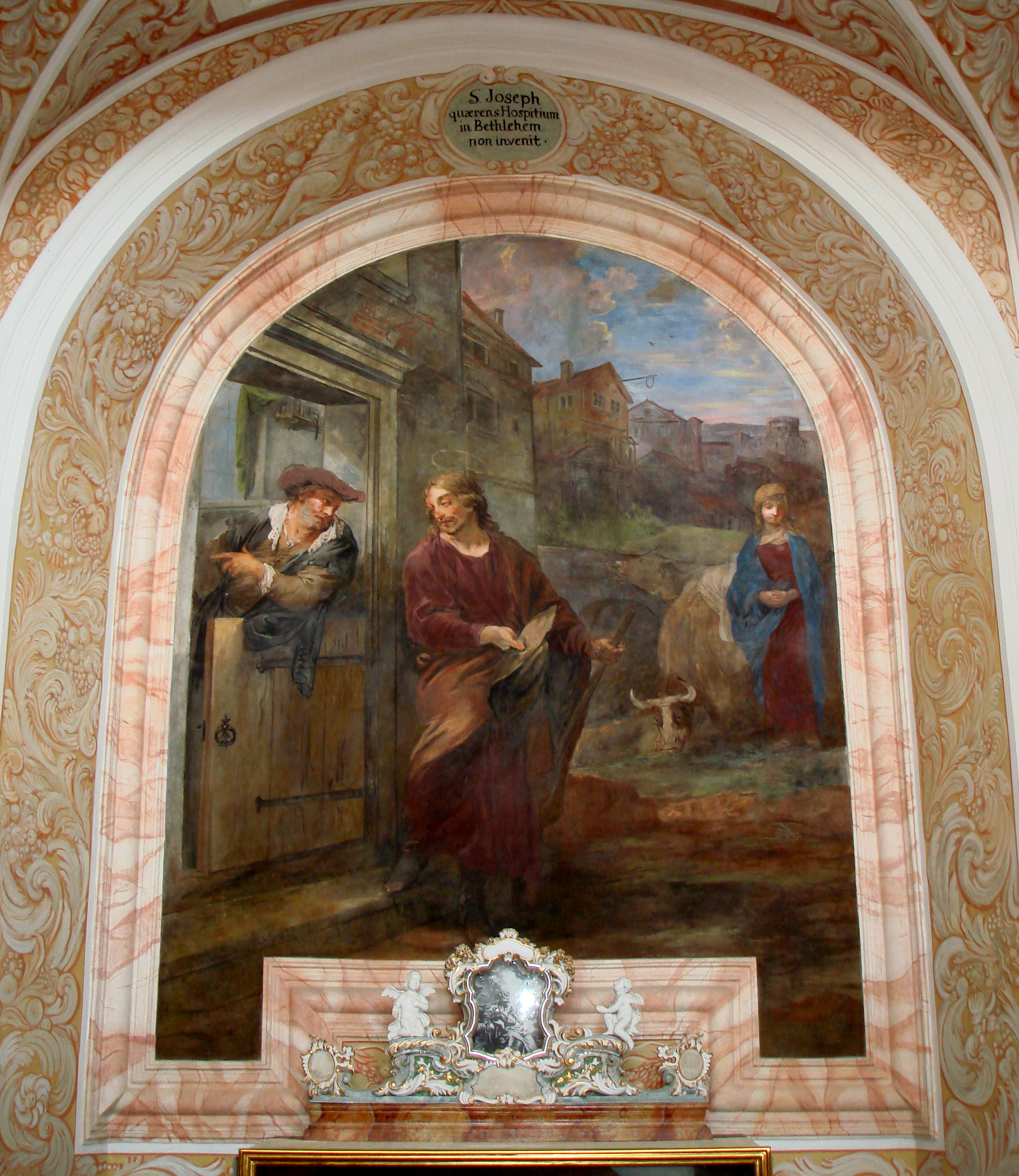
Kościół św. Józefa - fresk autorstwa Michaela Willmanna
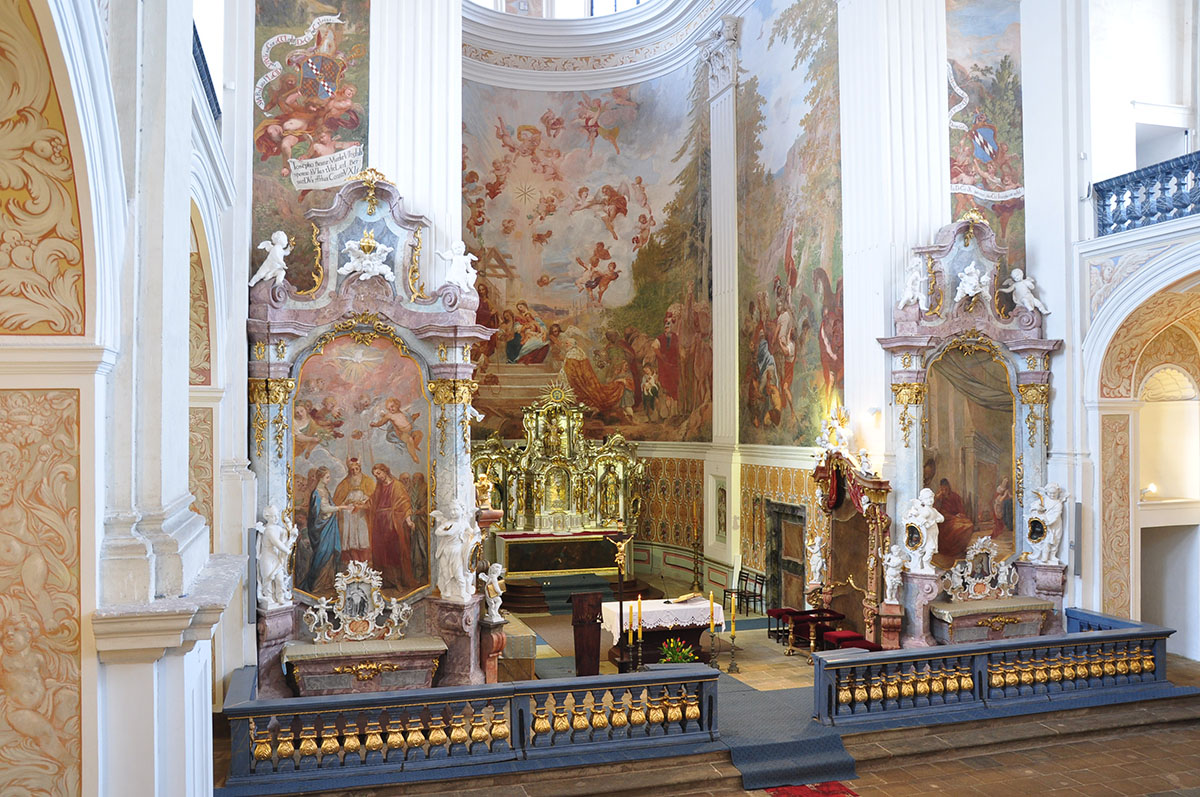
Wnętrze kościoła św. Józefa
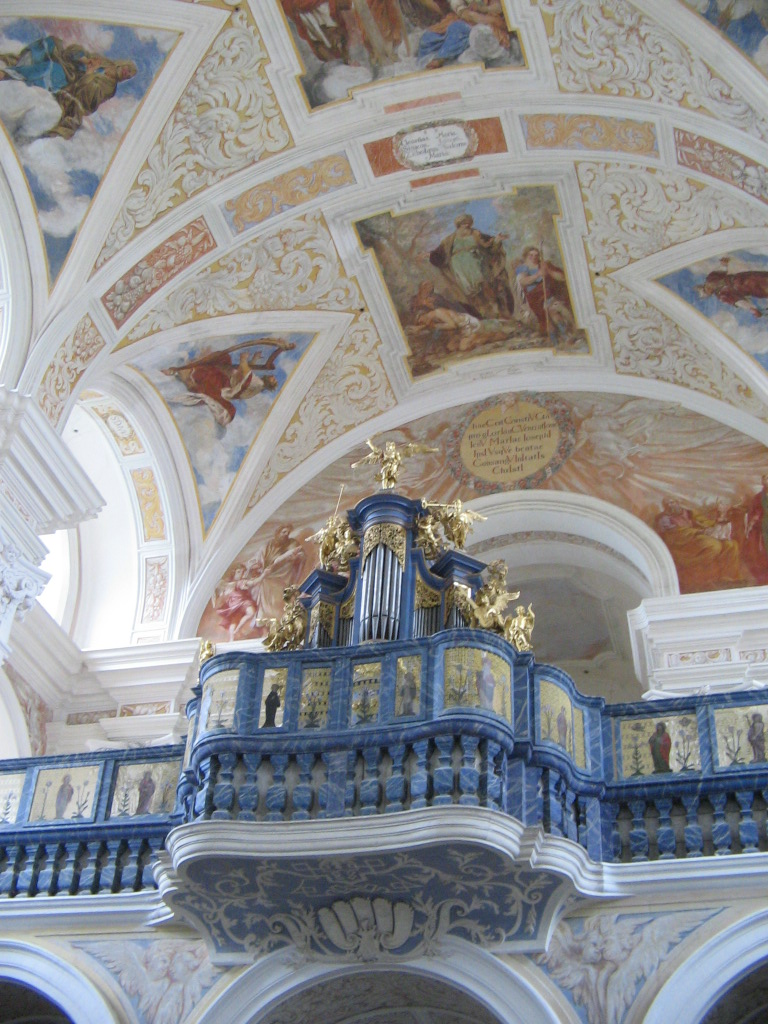
Kościół św. Józefa - organy
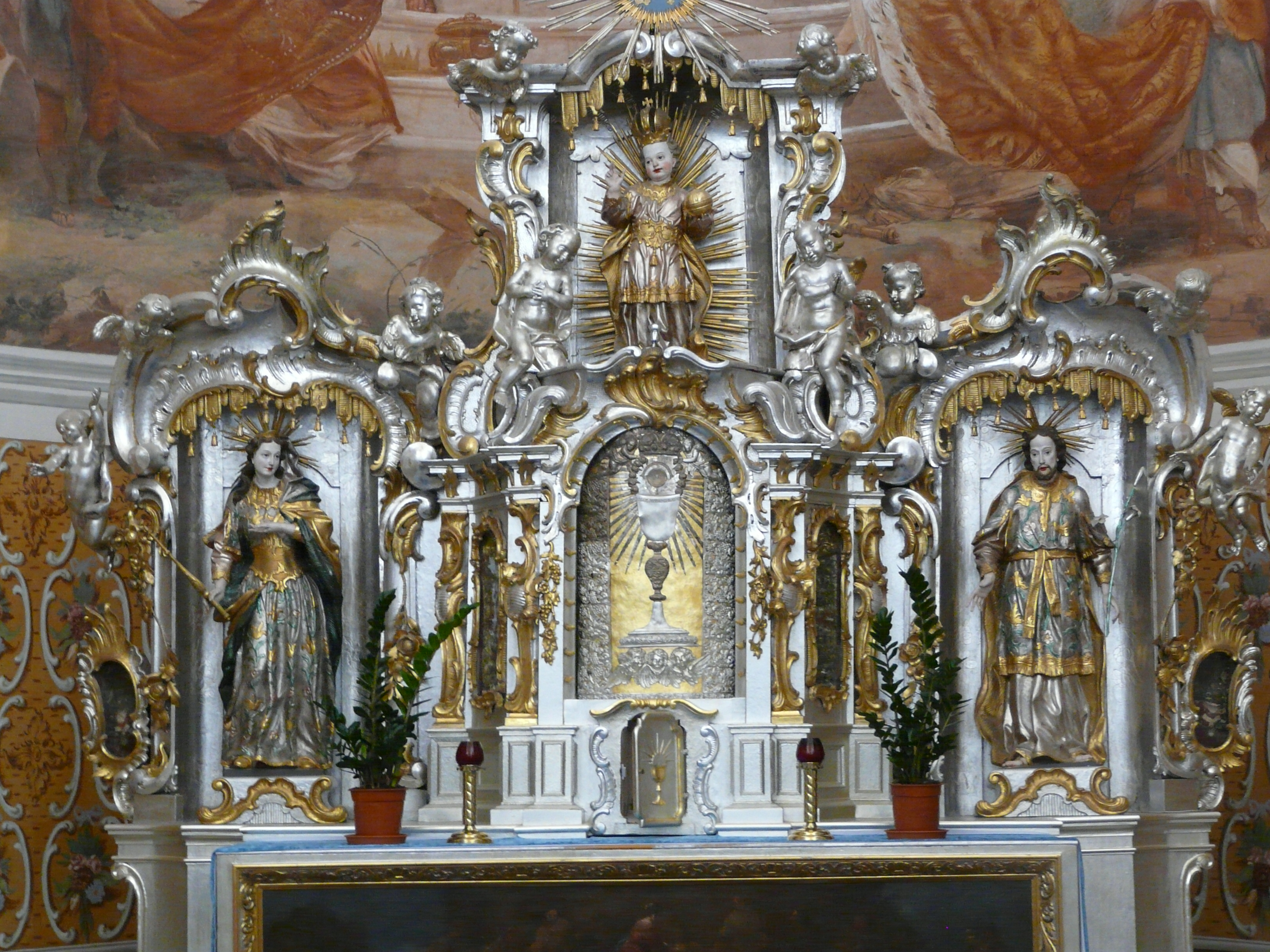
Kościół św. Józefa - tabernakulum